# Gare de Landerneau
Gare de Landerneau vasútállomás Franciaországban, Landerneau településen.

## Vasútvonalak
Az állomást az alábbi vasútvonalak érintik:
- Párizs–Brest-vasútvonal
- Savenay–Landerneau-vasútvonal

## Kapcsolódó állomások
A vasútállomáshoz az alábbi állomások vannak a legközelebb:
- Gare de La Roche-Maurice (Paris Gare Montparnasse, Párizs–Brest-vasútvonal)
- Gare de Dirinon - Loperhet (Gare de Savenay, Savenay–Landerneau-vasútvonal)
- Gare de La Forest (Gare de Brest, Párizs–Brest-vasútvonal)